# Radio Company
Radio Company — американський рок гурт, створений у 2018 році в Остіні, штат Техас.

## Історія
Гурт Radio Company створений актором і автором пісень Дженсеном Еклзом (Jensen Ackles) і автором пісень Стівом Карлсоном (Steve Carlson). Вони були друзями протягом багатьох років і раніше співпрацювали. Еклз і Карлсон спочатку були сусідами по кімнаті, коли почали писати разом. У минулому вони написали пісню, «Different Town», для однойменного рок-документального фільму Карлсона.
У 2018 році вони створили гурт Radio Company та почали писати свій перший альбом Vol. 1. Їхній дебютний альбом Vol. 1 було випущено 8 листопада 2019 року. Альбом  посів 151 місце в чарті US Billboard 200 і 18 місце в чарті US Top Rock Albums chart.
Їхній другий альбом Vol. 2 було випущено 7 травня 2021 року.
У лютому 2022 року гурт оголосив, що працює над третім альбомом.Альбом Keep On Ramblin' вийшов 24 лютого 2023 року.
19 грудня 2022 року відбувся концерт гурту в Analog at Hutton Hotel, у Нешвіллі. 15 червня 2023 року гурт Radio Company оголосив, що концерт у Нешвіллі був записаний наживо і готується випуск концертного альбому. Подвійний альбом із 17 треків під назвою Radio Company — Live from Nashville вийшов 24 листопада 2023 року.

## Дискографія

### Студійні альбоми
- Vol. 1 (2019)
- Vol. 2 (2021)
- Keep On Ramblin' (2023)

### Живі альбоми
- Radio Company — Live from Nashville (2023)